# Superpuchar Europy UEFA 1986
Mecz o Superpuchar Europy 1986 został rozegrany 24 lutego 1987 roku na Stadionie Ludwika II w Monako pomiędzy Steauą Bukareszt, zwycięzcą Pucharu Europy Mistrzów Klubowych 1985/1986 oraz Dynamem Kijów, triumfatorem Pucharu Zdobywców Pucharów 1985/1986. Steaua wygrała mecz 1:0, tym samym zdobywając Superpuchar Europy po raz pierwszy w historii klubu.

## Droga do meczu

### Dynamo Kijów
| Sezon   | Rozgrywki                 | Runda | Przeciwnik               | Dom     | Wyjazd  | Ogólnie |
| ------- | ------------------------- | ----- | ------------------------ | ------- | ------- | ------- |
| 1985/86 | Puchar Zdobywców Pucharów | 1R    | FC Utrecht               | 4–1     | 1–2     | 5–3     |
| 1985/86 | Puchar Zdobywców Pucharów | 2R    | CS Universitatea Craiova | 3–0     | 2–2     | 5–2     |
| 1985/86 | Puchar Zdobywców Pucharów | 1/4   | Rapid Wiedeń             | 5–1     | 4–1     | 9–2     |
| 1985/86 | Puchar Zdobywców Pucharów | 1/2   | Dukla Praga              | 3–0     | 1–1     | 4–1     |
| 1985/86 | Puchar Zdobywców Pucharów | F     | Atlético Madryt          | 3–0 (N) | 3–0 (N) | 3–0 (N) |

### Steaua Bukareszt
| Sezon   | Rozgrywki     | Runda | Przeciwnik      | Dom             | Wyjazd          | Ogólnie         |
| ------- | ------------- | ----- | --------------- | --------------- | --------------- | --------------- |
| 1985/86 | Puchar Europy | 1R    | Vejle BK        | 4–1             | 1–1             | 5–2             |
| 1985/86 | Puchar Europy | 2R    | Budapest Honvéd | 4–1             | 0–1             | 4–2             |
| 1985/86 | Puchar Europy | 1/4   | Kuusysi         | 0–0             | 1–0             | 1–0             |
| 1985/86 | Puchar Europy | 1/2   | RSC Anderlecht  | 3–0             | 0–1             | 3–1             |
| 1985/86 | Puchar Europy | F     | FC Barcelona    | 0–0 (N), k: 2–0 | 0–0 (N), k: 2–0 | 0–0 (N), k: 2–0 |

## Szczegóły meczu
Spotkanie finałowe odbyło się 24 lutego 1987 na Stadionie Ludwika II w Monako. Frekwencja na stadionie wyniosła 8 456 widzów. Mecz sędziował Luigi Agnolin z Włoch. Mecz zakończył się zwycięstwem Steauy 1:0 po bramce Gheorghe Hagiego w 44. minucie.
| 24 lutego 1987 | Steaua Bukareszt · Hagi 44' | 1:0Raport | Dynamo Kijów | Stadion Ludwika II, Monako Widzów: 8 456 Sędzia: Luigi Agnolin |
|                |                             |           |              |                                                                |

| Steaua Bukareszt | Dynamo Kijów |

| STEAUA BUKARESZT  |    |                    |  |     |
|                   |    |                    |  |     |
| BR                | 1  | Dumitru Stângaciu  |  |     |
| OB                | 2  | Ștefan Iovan (c)   |  |     |
| OB                | 4  | Adrian Bumbescu    |  |     |
| OB                | 6  | Miodrag Belodedici |  |     |
| OB                | 3  | Ilie Bărbulescu    |  |     |
| OB                | 8  | Lucian Bălan       |  |     |
| PO                | 5  | Tudorel Stoica     |  |     |
| PO                | 11 | László Bölöni      |  |     |
| PO                | 10 | Gheorghe Hagi      |  | 84' |
| NA                | 7  | Marius Lăcătuș     |  | 89' |
| NA                | 9  | Victor Pițurcă     |  |     |
| Zmiany:           |    |                    |  |     |
| OB                | 14 | Mihail Majearu     |  | 89' |
| NA                | 16 | Gavril Balint      |  | 84' |
| Trener:           |    |                    |  |     |
| Anghel Iordănescu |    |                    |  |     |

| DYNAMO KIJÓW      |    |                         |  |     |
|                   |    |                         |  |     |
| BR                | 1  | Wiktor Czanow           |  |     |
| OB                | 8  | Anatolij Demjanenko (c) |  |     |
| OB                | 5  | Wasyl Rac               |  |     |
| OB                | 4  | Ołeh Kuzniecow          |  |     |
| OB                | 3  | Serhij Bałtacza         |  |     |
| PO                | 2  | Andrij Bal              |  |     |
| PO                | 7  | Pawło Jakowenko         |  |     |
| PO                | 6  | Wadym Jewtuszenko       |  |     |
| PO                | 9  | Ołeksandr Zawarow       |  | 77' |
| NA                | 10 | Ihor Biełanow           |  | 50' |
| NA                | 11 | Ołeh Błochin            |  |     |
| Zmiany:           |    |                         |  |     |
| PO                | 13 | Ołeksij Mychajłyczenko  |  | 50' |
| PO                | 12 | Ołeh Morozow            |  | 77' |
| Trener:           |    |                         |  |     |
| Walery Łobanowski |    |                         |  |     |

| Superpuchar Europy (1986)       |
| ------------------------------- |
| Rumunia                         |
| Steaua Bukareszt Pierwszy Tytuł |